# General Berthelot, Hunedoara
General Berthelot, mai demult Fărcădinul de Jos, (în maghiară Alsófarkadin, în germană Unterwolfsdorf, în traducere românească: „Lupenii de Jos”) este satul de reședință al comunei cu același nume din județul Hunedoara, Transilvania, România.

## Istorie

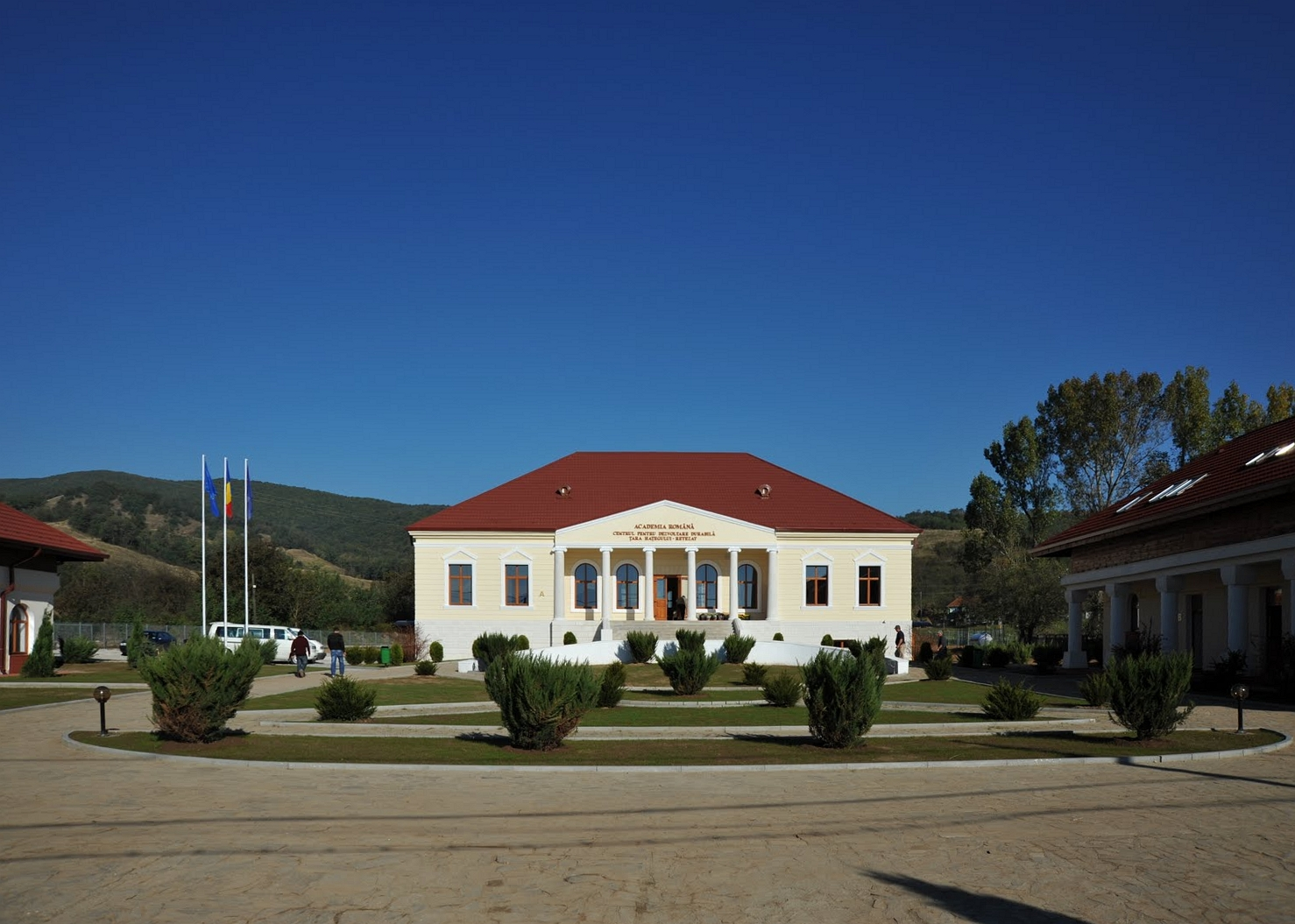
Reședința Generalului Henri Berthelot (2010)

Localitatea își trage denumirea de la numele generalului francez Henri Berthelot, care poseda acolo o reședință și un teren agricol primite de la regele Ferdinand I și de la Regina Maria a României, drept recunoștință la contribuția armatei franceze la eliberarea României.
Din 1923, încă în timpul vieții generalului, consiliul local a botezat localitatea General Berthelot. 
La moartea sa survenită în 1931, Generalul Henri Mathias Berthelot a lăsat Academiei Române ferma agricolă din localitate, cu dispoziția fermă de a utiliza veniturile obținute din exploatarea ei, pentru finanțarea unei burse de studii destinate tinerilor studenți de la Școala Militară din București, pentru perfecționare la Academia Militară din Nancy.
În 1965, în perioada comunistă, denumirea localității a fost schimbată în Unirea, iar reședința Generalului Berthelot a fost transformată în antrepozit agricol și jefuită. După căderea lui Ceaușescu, un referendum local a aprobat, în 2001, revenirea la de numirea de General Berthelot a localității. În mod simbolic, revenirea la numele de General Berthelot a avut loc la 7 decembrie 2001, la fix 140 de ani de la nașterea Generalului Henri Mathias Berthelot.
În 2010, vila Generalului Berthelot, în întregime renovată, a devenit sediul Centrului de Dezvoltare Durabilă a Țării Hațegului.

## Oameni din trecut
Baronul [Ladislau] Nopcsa  se trage dintr-o străveche familie maghiară. De altfel, numele pronunțat și scris de Aron Densușianu ca “Nopcea” amintește de o veche tradiție onomastică la români, probabil “Nopcea” fiind “Noapte”. S-a născut în Fărcădinul de Jos în anul 1794. În 1848 a participat la jurământul mare al românilor de la Blaj, pe Câmpia Libertății. În legătură cu asta se spune o anecdotă. Nobil fiind, acesta a ridicat spre a jura mâna înmănușată, iar mulțimea adunată i-a strigat să bage de seamă ca să nu jure pe mănușă. Nejurând pe mănușă, a rămas în pagubă, deoarece după înnăbușirea revoluției acestuia i-a fost distrus castelul de la Zam. Pe la 1866 castelul era în ruină, dar se începuseră unele lucrări de refacere. A fost un mare colecționar de antichități romane descoperite mai ales în zona Hațegului, la Grădiștea de Munte. În 1866 a fost vizitat la Fărcădin de Aron Densușianu. La intrarea în conacul său din Fărcădin și în salon erau amplasate multe statui, busturi și inscripții din perioada romană. Printre persoanele importante care i-au vizitat colecția se numără împăratul Franz Iosif I și istoricul Theodor Mommsen. Legat de colecția sa există și o glumă povestită chiar de baron. Văzând împăratul o inscripție funebră cu textul în limba latină “incomparabili feminae-conjugi charissimae” (incomparabilei femei, consoartei preaiubite) a spus: “se pare că cei doi n-au trăit mult timp împreună, altfel n-ar fi lăudat-o așa”.

## Obiective turistice
Pe teritoriul satului Tuștea, aparținător comunei, au fost descoperite ouă de dinozaur. Locul este protejat ca rezervație naturală, sub numele Paleofauna reptiliană Tuștea.

## Observatorul Astronomic din satul General Berthelot
În noiembrie 2018, și-a început activitatea Observatorul Astronomic construit în zona protejată, care aparține Academiei Române, din satul General Berthelot, din județul Hunedoara. Este operat de la distanță, din București.
Observatorul este echipat cu un telescop prevăzut de un sistem de ghidare optică RC 14,5” F / 7 pe o montură ecuatorială rapidă, de 8° /s.
Acest observator este implicat în activități de urmărire și supraveghere a obiectelor din apropierea Pământului, în cadrul programului UE-SST al Comisiei Europene.

## Localități înfrățite
- Nervieux (Franța), localitate în care a fost înmormântat generalul francez Henri Berthelot. Înfrățirea dintre cele două localități datează din anul 2003.

## Imagini

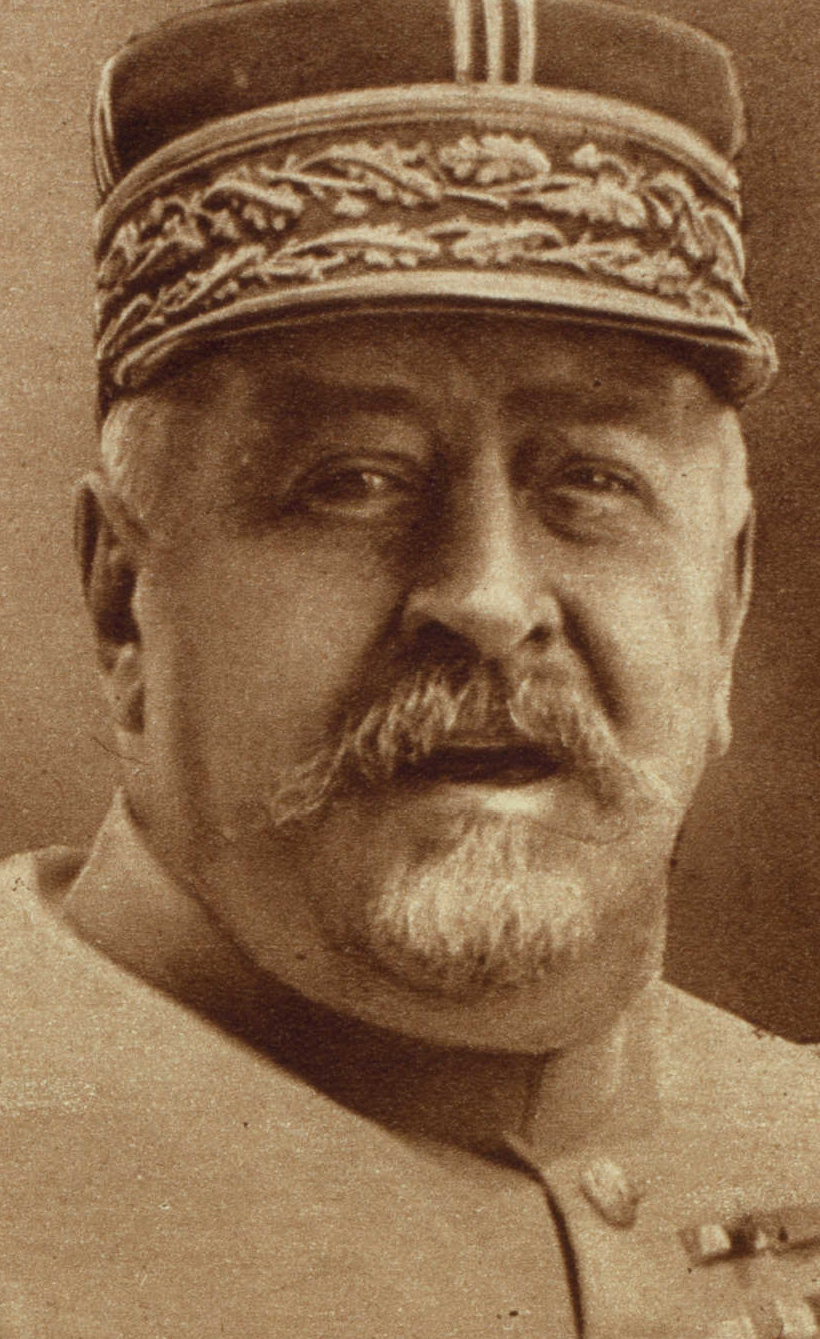
Generalul Henri Berthelot
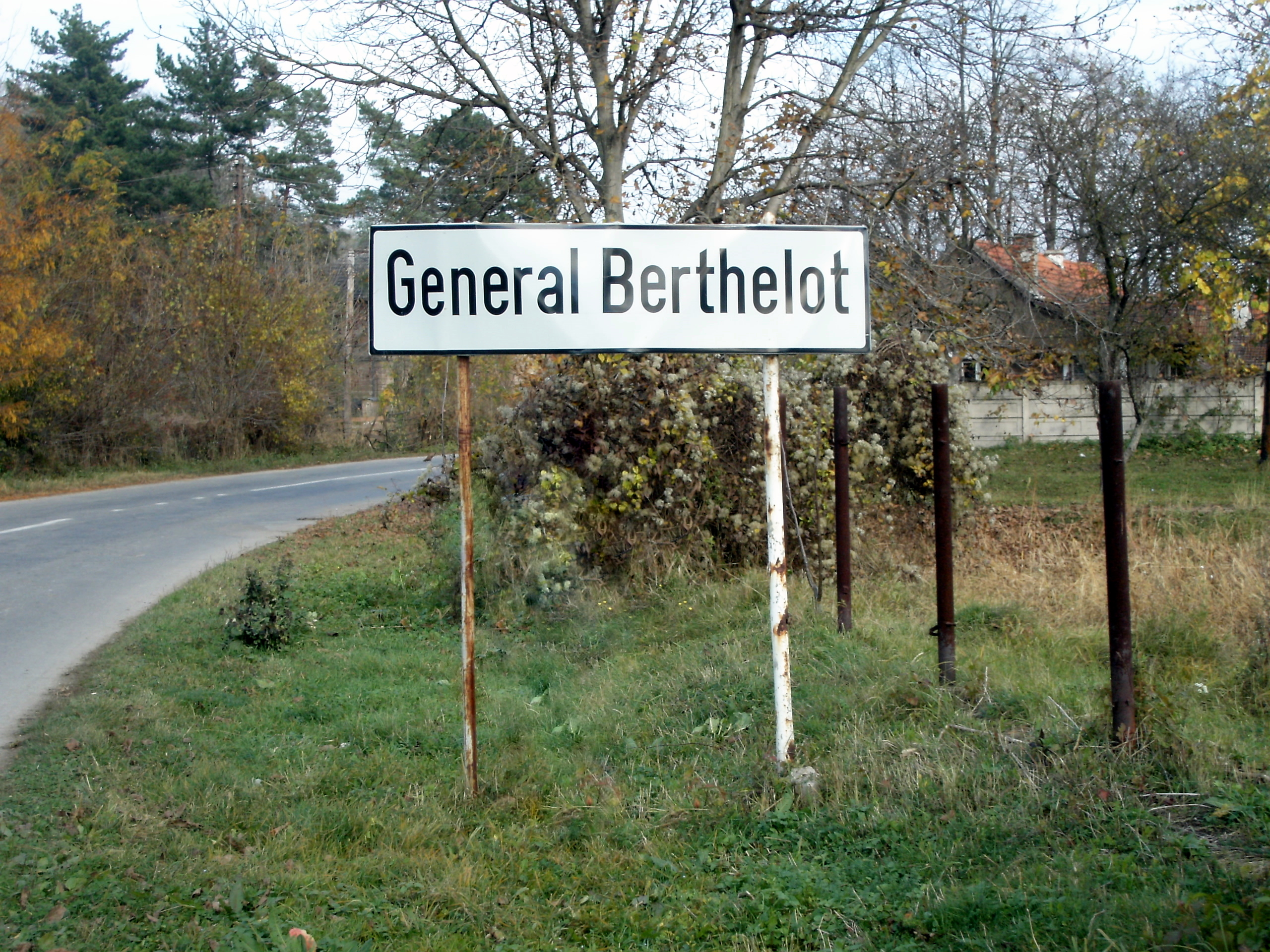
Placa de la intrarea în localitatea General Berthelot
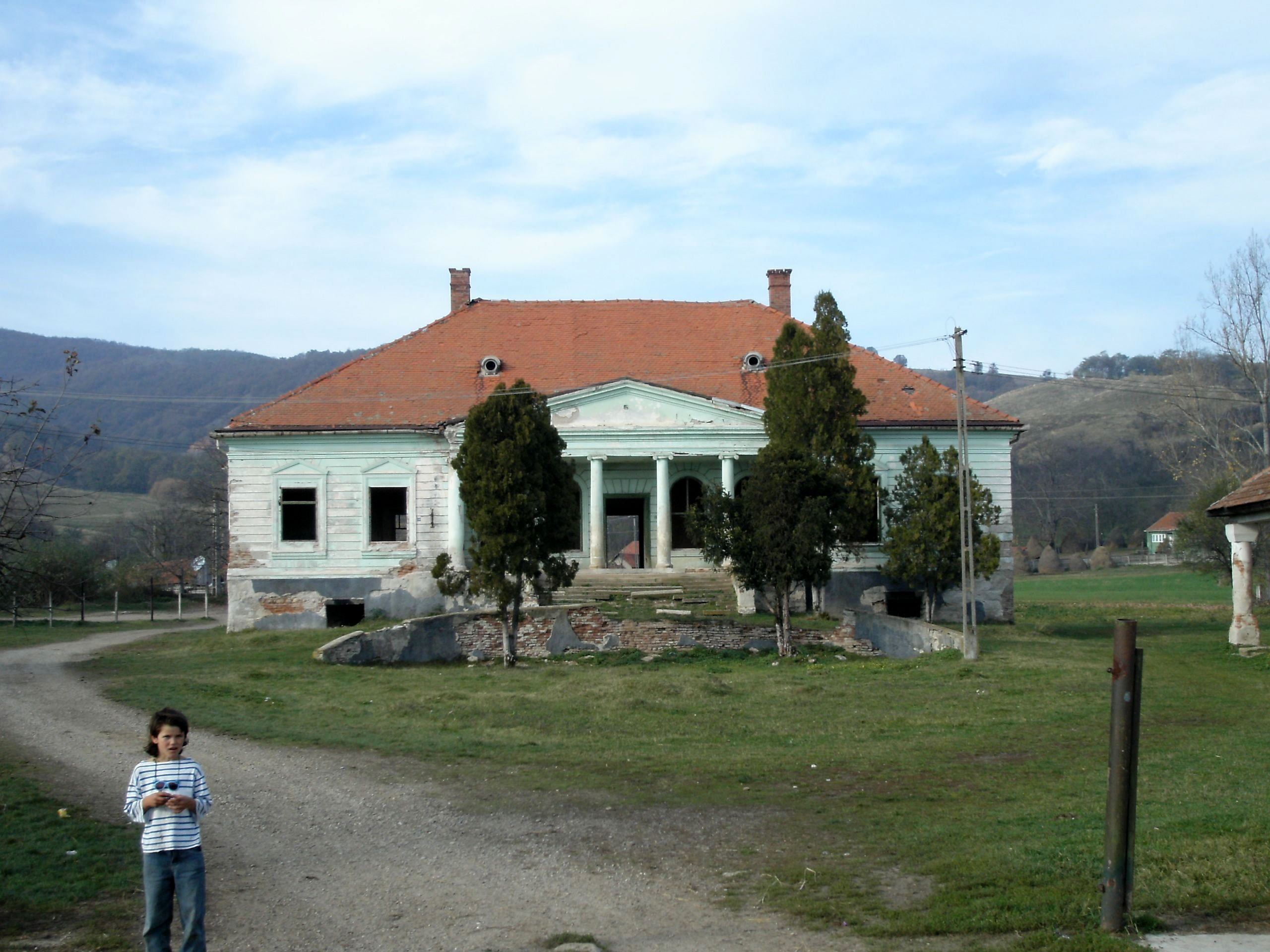
Vila generalului Henri Berthelot (fotografie din 2004), înainte de renovare
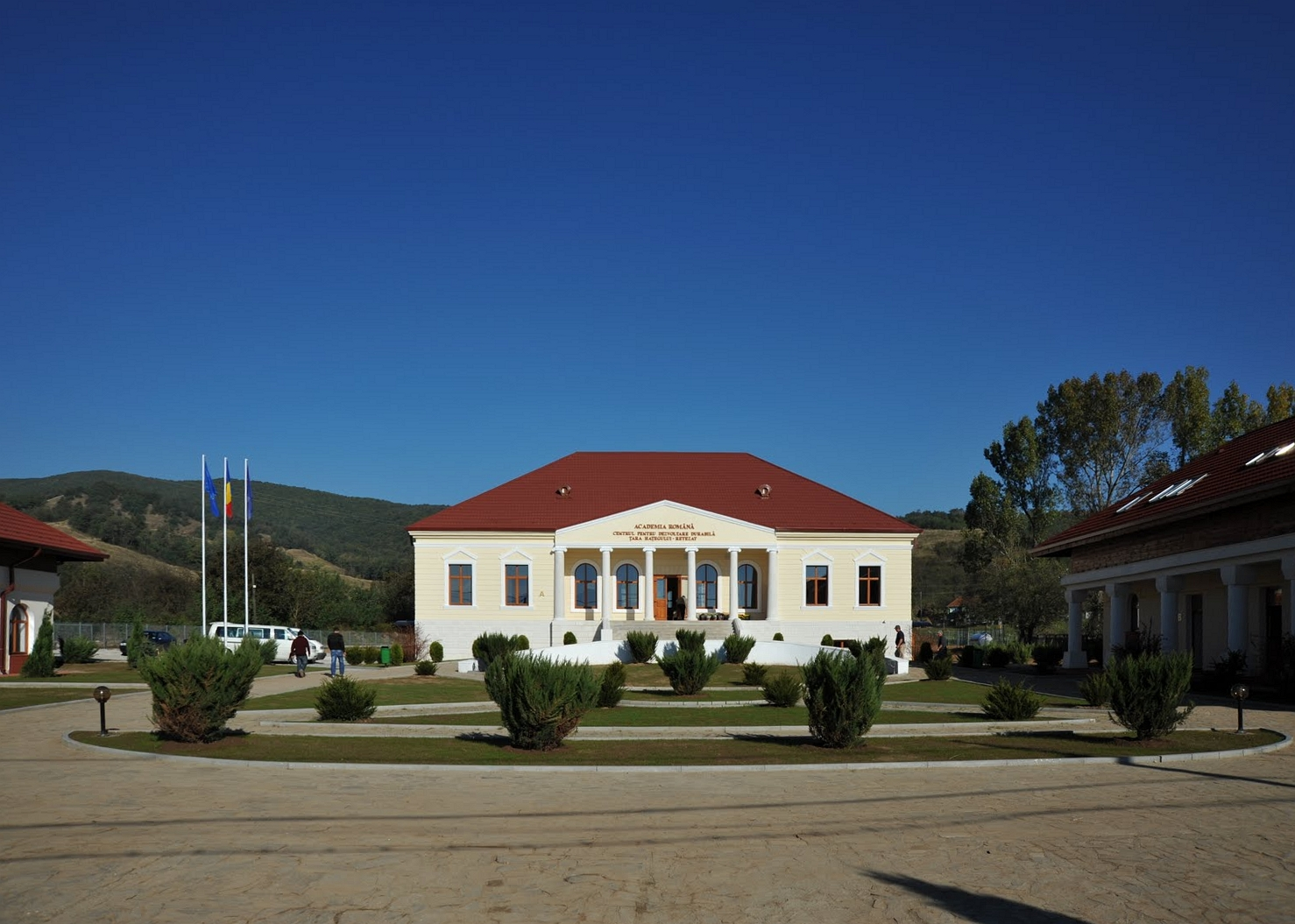
Vila generalului Berthelot, după renovare